# Зборов-над-Бистріцоу
Зборов-над-Бистріцоу (словац. Zborov nad Bystricou) — село в окрузі Чадця Жилінського краю Словаччини. Станом на січень 2017 року в селі проживала 2251 людина.

## Історія
В історичних документах село вперше згадується у 1662 році. До 1918 року офіційною назвою була Фельсозборо, або просто Зборо. Загальна кількість населення у 1910 році становила 1 607 осіб, переважно римо-католицьких словаків. Регіон був спустошений нападами татар у 13 столітті, а перші поселенці прибули сюди після 1400 року нашої ери (Стара Бистриця). Зборов-над-Бистрицею був заснований волоськими колоністами у 15 столітті. 

## Населення
| Рік:            | 1994. | 2004.   | 2014.   | 2024.   |
| --------------- | ----- | ------- | ------- | ------- |
| Кількість осіб: | 2137  | 2282    | 2253    | 2137    |
| Різниця:        |       | +6,78 % | -1,27 % | -5,14 % |

| Рік:            | 2023. | 2024.   |
| --------------- | ----- | ------- |
| Кількість осіб: | 2142  | 2137    |
| Різниця:        |       | -0,23 % |